# Vincenzo Valente
Vincenzo Maria Francesco Emanuele Valente (Corigliano Calabro, 21 febbraio 1855 – Napoli, 6 settembre 1921) è stato un compositore e paroliere italiano.

## Biografia
È stato un famoso compositore di canzoni napoletane. Allievo di Salvatore Pappalardo ed esponente importante della Scuola ciandelliana.
Le sue prime composizioni, scritte quando era ancora fanciullo, sono due messe, rispettivamente a due e a quattro voci. Ma la svolta artistica avviene allorché, a quindici anni, si cimenta con i testi napoletani. Acquista vasta popolarità, infatti, con la canzone Ntuniella, pubblicata nel 1870. Nonostante il successo ottenuto con questo genere leggero, non abbandona la sua musica "di formazione".
Iniziando successivamente una collaborazione con Giambattista de Curtis, suo allievo , per il quale musicò il brano A pacchianella. Valente dedica a Matilde Serao la sua Comm’ ‘a vuot.
Compose una decina di operette, tra le quali I granatieri del 1888 e fu l'autore dei testi per l'attore di macchiette, Nicola Maldacea, ma la sua attività principale consisté nel comporre numerose canzoni napoletane; una delle più famose fu Tiempe belle del 1916.
Prese parte alla cosiddetta Società dello Scorfano, sodalizio artistico che sottolineava ironicamente la bruttezza dei suoi aderenti e che contava nelle sue file, tra gli altri, anche il poeta Ferdinando Russo.

## Operette famose
- I granatieri (Teatro Gerbino di Torino, autunno 1889)
- Pasquita
- Signorina Capriccio
- L'usignolo
- Vertigini d'amore

## Canzoni famose
- 'A capa femmena
- Peppì, Comme te voglio amà
- 'E cerase
- Canzona amirosa
- I' Pazziava
- 'A galleria nova
- 'A bizzuchella
- Canzona cafona
- Cammisa affatata
- 'O campanello
- 'A sirena
- Montevergine
- Notte sul mare
- 'O scuitato
- 'A cammisa
- Manella mia
- L'ammore 'n campagna,
- Tarantella e lariulà
- 'O napulitano a Londra
- Tiempe belle
- Jou-jou
- Bambola
- Uocchie Mariuole (Musica Valente e Testo di Francesco Paolo Leone)
- Matalè (versi di S. Di Giacomo) 1895 (ed. Ricordi)
- Luna curtese